# ناصرالدین سالار
ناصرالدین سالار (زاده ۱۲۶۳، شیراز، ایران – درگذشته ۱۳۱۵) ملقب به ناصرالدین سالار جنگ، ادیب، شاعر، سیاستمدار و منتقد ایرانی است.

## زندگی
ناصرالدین سالار معروف به سالار جنگ. نسب وی به امام‌قلی خان والی فارس در زمان صفویه می‌رسد. تحصیلات متداول خود را در زادگاهش فرا گرفت ،  و زبان انگلیسی را در شیراز و در هندوستان آموخت. وی در دستگاه مرحوم میرزا حبیب‌الله‌خان قوام‌الملک شیرازی به سمت منشیگری مشغول شد. ضمناً ریاست ایل خمسه به عهده او بود. ریاست انجمن ادبی فارس با او بود. وی کتابخانهٔ بزرگی داشت که خصوصاً از لحاظ کتب ادبی خطی نیز بی‌نظیر بود. او به سبک خراسانی شعر می‌سرود. به درخواست یکی از دوستان شاعرش، فضلعلی فرزند محمد علی ارسنجانی، خانه‌اش در ارسنجان را دهه نخست قرن حاضر وقف مدرسه‌ای کرد که همکنون از قدیمی‌ترین دبستان‌های فارس با نام خودش دایر است. باغ مینوی سالار در شیراز و بستان سالاری در روستای علی‌آباد سالار ارسنجان توسط وی بنا شده‌است. وی در سال ۱۳۱۵ در شیراز وفات یافت.
ملک الشعرا بهار در وصف وی قطعه شعر هدیه دوست در زندان را سروده است.
| حضرت سالار بهر مرغ گرفتار |  | از ره اکرام آب و دانه فرستاد |
| آب حیات اندرون کوزهٔ مینا  |  | تا دهدم عمر جاودانه، فرستاد  |